# デモイン (ワシントン州)
デモイン（Des Moines）は、アメリカ合衆国ワシントン州キング郡の都市である。人口は3万2888人（2020年）。シアトルの南25キロメートルに位置している。

## 概要
1880年代にアイオワ州デモインから来た入植団が中心となって街造りが始まった。しかし街の発展は非常にゆっくりと進行した。1959年に法人化し「デモイン市」が誕生した。
デモインはシアトル・タコマ国際空港の南アプローチにあり飛行機の騒音公害を受ける。このため行政の補償制度の対象になっている。

## 発音
アイオワ州の「Des Moines」はフランス語由来のため語尾のsは発音しない。しかしワシントン州では「デモインズ」とsを発音する住民が少なくない。

## 地理
アメリカ合衆国統計局によると、総面積16.4 km2 (6.3 mi2) である。このすべてが陸地である。

## 住民
2000年国勢調査では、人口29,267人、11,337世帯、7,289家族が暮らしている。人口密度は1,782.3/km2 (4,616.5/mi2) である。717.2/km2 (1,857.7/mi2) の平均的な密度に11,777軒の住宅が建っている。この都市の人種的な構成は白人74.15%、黒人7.20%、インディアン0.96%、アジア8.28%、太平洋諸島系1.34%、その他の人種3.32%、混血4.76%である。この人口の6.61%はヒスパニック、またはラテン系である。
全世帯のうち、18歳未満の子供と同居している世帯が0.4%、夫婦のみの世帯が47.1%、未婚女性の世帯が12.2%であり、35.7%は家族を持たない。個人名義の世帯主が27.8%、そのうち65歳以上が6.9%である。世帯ごとの平均人数は2.47人、家族ごとの平均人数は3.02人である。
18歳未満の未成年が23.8%、18歳以上24歳以下が8.3%、25歳以上44歳以下が31.1%、45歳以上64歳以下が22.0%、65歳以上が14.9%、平均年齢は37歳である。女性100人に対して男性は93.0人である。18歳以上の女性100人に対して男性は89.4人である。
この都市の世帯ごとの平均的な収入は48,971 USドルであり、家族ごとの平均的な収入は57,003 USドルである。男性は40,007 USドルに対して女性は30,553 USドルの平均的な収入がある。この都市の一人当たりの収入 (per capita income) は24,127 USドルである。人口の5.6%及び家族の7.6%の収入は貧困線以下である。全人口のうち18歳未満の9.6%及び65歳以上の2.8%は貧困線以下の生活を送っている。